# Рекорди светских првенстава у пливању — велики базени (50 метара)
Рекорди светских првенстава у пливању су најбољи резултати пливача у појединим пливачким дисциплинама, са светским првенствима у пливању ратификовани од Међународне пливачке федерације ФИНА (Fédération Internationale de Natation). Постигнути рекорди се воде посебно за светска првенства у великим (дугим) или олимпијским базенима (50 м) и малим (кратким) базенима (25 м) у мушкој и женској конкуренцији.
Рекорди светских првенстава у великим базенима се воде од првог Светског првенства у пливању 1973. одржаног у Београду, када се такмичило у 29 дисциплина (15 мушкарци и 14 жене). Временом су се додавале поједине дисциплине, па се данас такмичи у 40 дисциплина по 20 у обе категорије.
- Слободни стил:50 м, 100 м, 200 м и 400 м, 800 м и 1.500 м, штафете 4 х 100 м и 4 х 200 м;
- Леђни стил:50 м, 100 м и 200 м;
- Прсни стил:50 м, 100 м и 200 м;
- Делфин стил:50 м, 100 м и 200 м;
- Мешовити стил: 200 м и 400 м и штафета 4 х 100 ;

Ратификовани рекорди Светских првенстава у великим базенима, у мушкој и женској конкуренцији приказани су у следећој табели са стањем по завешетку Светског првенства 2013. одржаног у Барселони

## Мушкарци
| Дисциплина                                                                           | Резултат | ()       | Име                                                                                        | Држава               | Светско првенство | Датум            | Место               | Детаљи   |
| Слободно                                                                             | Слободно | Слободно | Слободно                                                                                   | Слободно             | Слободно          | Слободно         | Слободно            | Слободно |
| ------------------------------------------------------------------------------------ | -------- | -------- | ------------------------------------------------------------------------------------------ | -------------------- | ----------------- | ---------------- | ------------------- | -------- |
| 50 м слободно                                                                        | 21,08    | ф        | Сезар Фиљо Сијело                                                                          | Бразил               | СП 2009.          | 1. август 2009.  | Рим, Италија        | [ 2 ]    |
| 100 м слободно                                                                       | 46,91    | ф        | Сезар Фиљо Сијело                                                                          | Бразил               | СП 2009.          | 30. јул 2009.    | Рим, Италија        | [ 3 ]    |
| 200 м слободно                                                                       | 1:42,00  | ф        | Паул Бидерман                                                                              | Немачка              | СП 2009.          | 28. јул 2009.    | Рим, Италија        | [ 4 ]    |
| 400 м слободно                                                                       | 3:40,07  | ф        | Паул Бидерман                                                                              | Немачка              | СП 2009.          | 26. јул 2009.    | Рим, Италија        | [ 5 ]    |
| 800 м слободно                                                                       | 7:32,12  | ф        | Џанг Лин                                                                                   | Кина                 | СП 2009.          | 29. јул 2009.    | Рим, Италија        | [ 6 ]    |
| 1.500 м слободно                                                                     | 14:34,14 | ф        | Суен Јанг                                                                                  | Кина                 | СП 2011.          | 31. јул 2011.    | Шангај, Кина        | [ 7 ]    |
| Леђно                                                                                |          |          |                                                                                            |                      |                   |                  |                     |          |
| 50 м леђно                                                                           | 24,04    | ф        | Лијам Тенкок                                                                               | Уједињено Краљевство | СП 2009.          | 1. август 2009.  | Рим, Италија        | [ 8 ]    |
| 100 м леђно                                                                          | 52,16    | ф        | Арон Пирсол                                                                                | Сједињене Државе     | СП 2009.          | 2. август 2009.  | Рим, Италија        | [ 9 ]    |
| 200 м леђно                                                                          | 1:51,92  | ф        | Арон Пирсол                                                                                | Сједињене Државе     | СП 2009.          | 2. август 2012.  | Рим, Италија        | [ 10 ]   |
| Прсно                                                                                |          |          |                                                                                            |                      |                   |                  |                     |          |
| 50 м прсно                                                                           | 16,67    | ф        | Камерон ван дер Бург                                                                       | Јужна Африка         | СП 2009.          | 29. јул 2009.    | Рим, Италија        | [ 11 ]   |
| 100 м прсно                                                                          | 58,58    |          | Брентон Рикард                                                                             | Аустралија           | СП 2009.          | 27. јул 2009.    | Рим, Италија        | [ 12 ]   |
| 200 м прсно                                                                          | 2:07,23  | ф        | Данијел Ђурта                                                                              | Мађарска             | СП 2013.          | 2. август 2012.  | Барселона, Шпанија  | [ 13 ]   |
| Делфин                                                                               |          |          |                                                                                            |                      |                   |                  |                     |          |
| 50 м делфин                                                                          | 22,7     | ф.       | Милорад Чавић                                                                              | Србија               | СП 2009.          | 27. јул 2009.    | Рим, Италија        | [ 14 ]   |
| 100 м делфин                                                                         | 49,82    | ф        | Мајкл Фелпс                                                                                | Сједињене Државе     | СП 2009.          | 1. август 2009.  | Рим, Италија        | [ 15 ]   |
| 200 м делфин                                                                         | 1:51,51  | ф        | Мајкл Фелпс                                                                                | Сједињене Државе     | СП 2009.          | 29. јул 2009.    | Рим, Италија        | [ 16 ]   |
| Мешовито                                                                             |          |          |                                                                                            |                      |                   |                  |                     |          |
| 200 м мешовито                                                                       | 1:54,00  | ф        | Рајан Локти                                                                                | Сједињене Државе     | СП 2011.          | 28. јул 2011.    | Шангај, Кина        | [ 17 ]   |
| 400 м мешовито                                                                       | 4:06,22  | ф        | Мајкл Фелпс                                                                                | Сједињене Државе     | СП 2007.          | 1. април 2007.   | Мелбурн, Аустралија | [ 18 ]   |
| Штафете http://www.omegatiming.com/File/Download?id=0001070D0068000000FFFFFFFFFFFF01 |          |          |                                                                                            |                      |                   |                  |                     |          |
| 4×100 м слободно                                                                     | 3:08,24  |          | Мајкл Фелпс (47.51) Гарет Вебер-Гејл (47,02) Колинс Џоунс (47,56) Џејсон Лизак (46,06)     | Сједињене Државе     | Олимпијске игре   | 15. август 2008. | Пекинг, Кина        | [ 19 ]   |
| 4×200 м слободно                                                                     | 6:58,55  |          | Мајкл Фелпс (1:44,49) Рики Беренс (1:44,13) Дејвид Волтерс (1:45,47) Рајан Локти (1:44,46) | Сједињене Државе     | Светско првенство | 31. јул 2009.    | Рим, Италија        | [ 20 ]   |
| 4x100 м мешовито                                                                     | 3:27,28  |          | Арон Пирсол (52,19) Ерик Шанто (58,57) Мајкл Фелпс (49,72) Дејвид Волтерс (46,80)          | Сједињене Државе     | Светско првенство | 2. август 2009.  | Рим, Италија        | [ 21 ]   |

- = чека ратификацију